# Distretto di Eńbekšilder
Il distretto di Eńbekšilder (in kazako Еңбекшілдер ауданы?) è un distretto (audan) del Kazakistan con  capoluogo Stepnjak.